# Art visigòtic

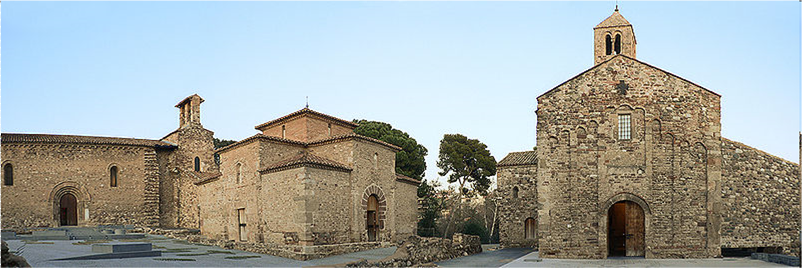
Conjunt d'esglésies: Sant Miquel, Sant Pere i Santa Maria de Terrassa

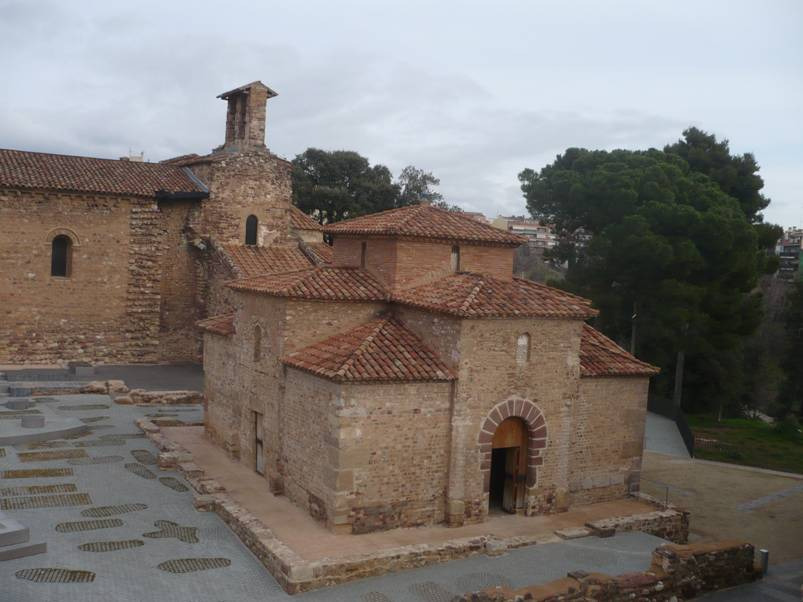
Església de Sant Miquel de Terrassa

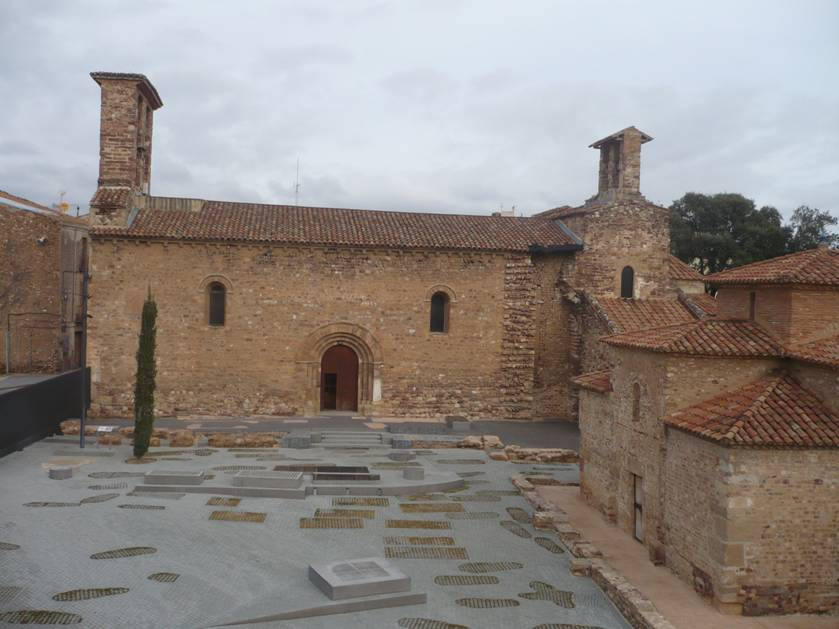
Església de Sant Pere de Terrassa

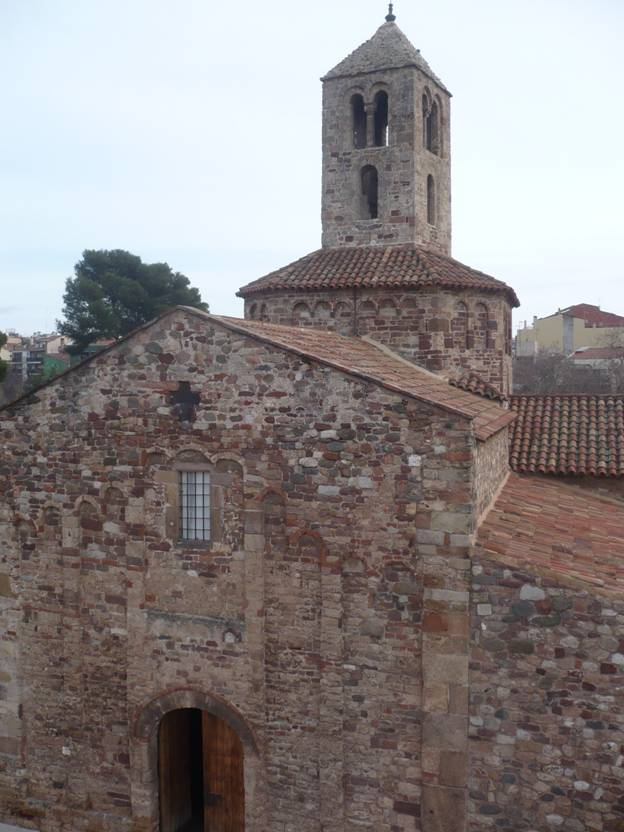
Església de Santa Maria de Terrassa

L'art visigòtic és un estil artístic enquadrat dins de l'art preromànic. Es va desenvolupar sota domini polític dels visigots, particularment durant el Regne de Toledo, principalment entre els segles V i VII.

## Context històric
L'Imperi Romà havia anat creixent i s'havia anat expandint cap als pobles bàrbars. Com que la seva gent estava tan satisfeta de l'imperi i la seva estructura política era tan estable, semblava que tot l'univers fos seu. En aquest sentiment de pertinença de l'univers, el cristianisme hi té molt a veure, fins i tot, quan l'Imperi Romà es va acabar, el cristianisme va ser l'única estructura on agafar-se en un moment de desordre. Els pobles bàrbars van assimilar la cultura romana i el cristianisme, i la van barrejar amb la seva pròpia cultura.
Per la seva banda, els visigots van estar durant molts anys a la frontera de l'Imperi Romà abans d'establir la seva capital a Tolosa. Els visigots van ser el poble germànic més romanitzat a causa de la seva col·laboració amb els romans.
Com que els visigots eren més dèbils militarment en relació amb els francs, es van veure obligats a expandir-se cap al sud, més avall dels Pirineus. I al segle vi, el Regne visigòtic va nomenar Toledo la seva capital. Aquest regne va tenir la seva major expansió amb el regnat de Leovigildo (573-586). Van tenir tota la península Iberica sota el seu domini, tot i que només n'ocupaven la meseta.
Tot i que els visigots van estar en contacte amb els romans, no els van influir gaire en la construcció d'esglésies. L'arquitectura presentava formes hispanoromanes a causa del contacte dels visigots amb els romans d'Orient.

## Característiques generals
L'art visigòtic, el podem trobar en forma d'arquitectura, escultura i orfebreria, però no en forma de pintura. La religió hi té un paper fonamental, pel fet que l'art i els espais amb finalitat política o privada poden ser reutilitzats de l'època hispanoromana, però en l'aspecte religiós hi ha una ruptura total. Les seves influències són variades, amb aspectes de l'art preromà, grec, romà, nord-africà, paleocristià i romà d'Orient.

## Etapes
La importància de l'aspecte religiós en l'art visigòtic fa aquest factor fonamental a l'hora de dividir la seva cronologia. Habitualment, s'hi fa en dues etapes: una primera, en què l'arrianisme és la religió oficial de l'estat, i una segona després de la conversió al catolicisme de Recared, l'any 587.
En la primera etapa, no hi ha un estil gaire definit a causa de la poca unitat política i religiosa. És més aviat una transició de l'art hispanoromà. Tot i així, hi va haver un seguit de troballes de les grans necròpolis de Castella i Lleó, des de la d'Herrera de Pisuerga (Palència) fins a la de Carpio de Tajo (Toledo), amb grans fíbules d'arc que primer eren d'argent i sense ornamentació, i posteriorment estaven foses amb un cisellat al damunt i un conjunt de sivelles de cinyell de gran placa, decorades amb almandina d'imitació de pedreria. Aquestes peces són típicament visigòtiques i van coexistir durant el s. VI amb les arquitectures paleocristianes de tradició mediterrània.
La segona etapa en quedà formada principalment al segle vii. És en aquesta fase que se'n troben la major part dels monuments i també els més esplendorosos.

## Arquitectura

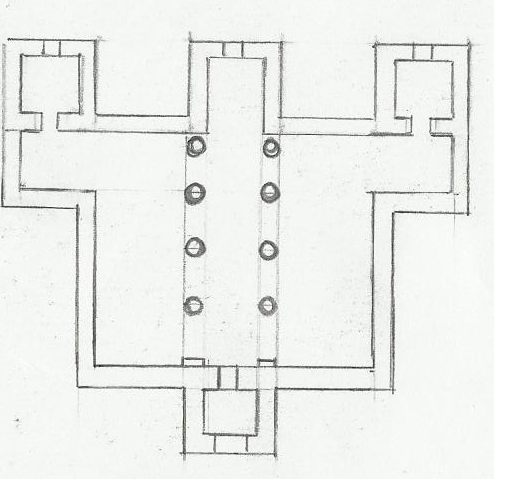
Exemple de planta basilical a l'església de San Juan Bautista de Baños

L'arquitectura visigòtica es caracteritza per la seva preeminència, més aviat d'unes dimensions modestes. Una de les poques excepcions de l'aspecte és la ciutat de Recàpolis.
Les esglésies tenen planta d'aspecte basilical paleocristià, en tres naus com a modificacions de la creu grega romana d'Orient. L'absis en pot presentar forma de ferradura, però és quadrat a partir de l'etapa cristiana. Els interiors són poc il·luminats per l'escassetat de ventalls en els murs de grans blocs de pedra en carreu, tot i que els sostres solen estar fets de fusta. Un altre element característic és l'arc de ferradura juntament amb la volta de canó. Pel que fa a les columnes, els capitells tenen influències tant de l'estil corinti com del romà d'Orient amb l'iconòstasi, una mampara petita situada al presbiteri que aïlla el sacerdot durant la consagració.
Algunes de les esglésies que pertanyen a aquest art són les següents: 
- San Juan Bautista de Venta de Baños (Palència), construïda per Recesvint al 661. Presenta una planta basilical, amb tres absis quadrangulars, capitells corintis i pòrtic de ferradura, així com relleus exteriors. És el més representatiu i més antic de l'art visigòtic catòlic.
- Santa María de Quintanilla de las Viñas (Burgos), de la qual tan sols es conserva l'absis i el transsepte. A l'arc triomfal, els capitells i els murs exteriors inclouen relleus visigòtics.
- San Pedro de la Nave a San Pedro de la Nave-Almendra (Zamora), de finals del segle vii i traslladada el 1930. Presenta una planta combinada basilical i de creu grega i uns destacats relleus als capitells romans d'Orient.
- Santa Comba a Bande (Ourense), que presenta una planta de creu grega, columnes romanes reutilitzades i decoració influenciada per l'art asturià.
- El conjunt d'esglésies de Sant Pere a Terrassa (Barcelona).

## Escultura
L'escultura visigoda, la podem trobar en l'ornamentació dels capitells, en els sarcòfags i en la decoració arquitectònica, com els relleus. En els capitells, els relleus estan decorats amb formes florals, animals, i geomètriques. La tècnica que utilitzaven en la taula llaurada dels capitells és el bisell i la cubeta o reserva per al fons, que en són les típiques de l'art visigòtic.
Pel que fa a l'escultura visigoda, no trobem cap peça exempta. Totes les obres que trobem estan a les esglésies que formen part d'aquest art.

## Orfebreria

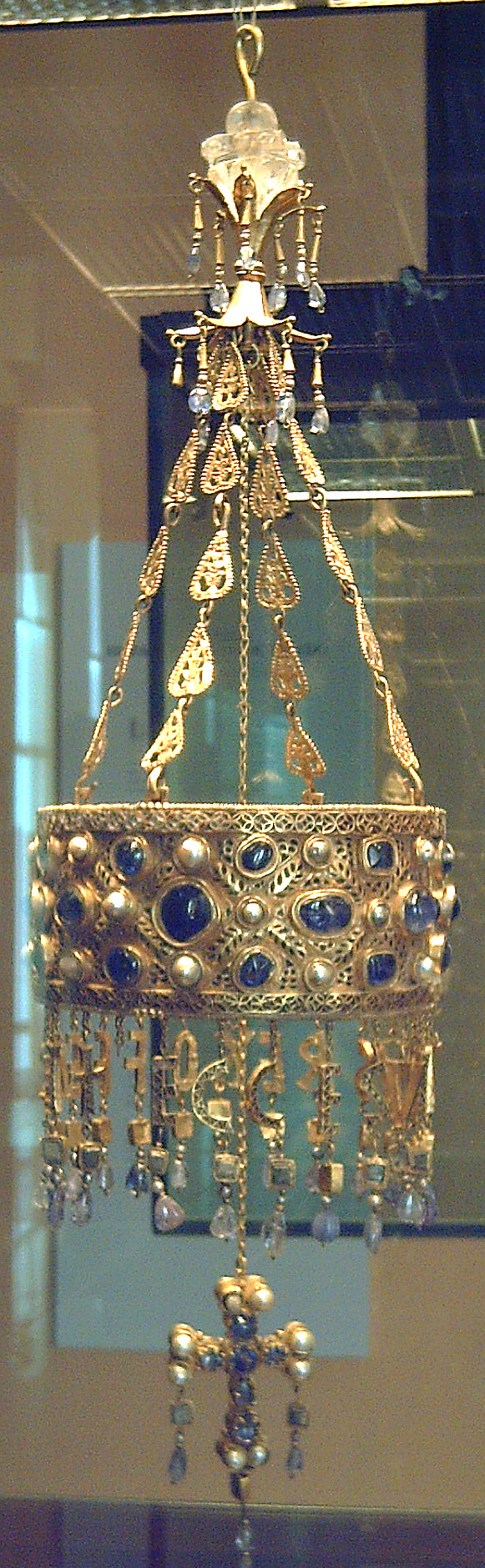
Corona de Recesvint

L'orfebreria és un capítol destacat de l'art visigòtic. Es pot dividir en dues categories: les obres de tipus religiós i reial, i les peces d'ús personal.
Les joies i les peces d'orfebreria religiosa, normalment, estaven fetes d'or o de bronze recobert d'or. Feien servir diverses tècniques: fosa retocada i gravada, soldadures i incrustacions. Eren conegudes per l'ús de l'estil cloisonée, que és la divisió d'una superfície en petites seccions per a incrustar-hi vidre o pedres, emmarcades en or per fer-ne augmentar la lluminositat.
Dins l'orfebreria visigoda, són molt importants les corones votives que es pengen sobre els altars, per sivelles o fíbules, i les tanques de cinturons circulars, rectangulars o en forma d'àguila amb vidres encastats de diversos colors.
Un exemple d'orfebreria visigoda és la corona de Recesvint, rei visigot del segle vii, que forma part del tresor de Guarrazar. La corona és un cos cilíndric doble d'or i pedres precioses (granades, safirs i perles). A la part superior, es troben quatre cadenes, de les quals hi ha penjades la corona i una creu.

## Art visigòtic a Catalunya
A Catalunya, no hi ha gaire art visigòtic perquè mai no hi va haver nuclis visigòtics a causa del fet que hi havia molta densitat de població hispanoromana cristiana. Tot i així, hi ha alguna cosa d'aquest art, per exemple, una fortificació del puig Rom (Alt Empordà) o el temple amb absis d'arc de ferradura de l'amfiteatre de Tarragona.